# Силагадзе, Исидор Андреевич
Исидор Андреевич Силагадзе (2 июля 1898 года, с. Налепсово, Тифлисская губерния — 17 мая 1970 года, Тбилиси) — советский военный деятель, генерал-майор (3 июня 1944 года).
Депутат Верховного Совета СССР 1-го созыва.

## Начальная биография
Исидор Андреевич Силагадзе родился 2 июля 1898 года в селении Налепсово Тифлисской губернии.

## Военная служба

### Первая мировая и гражданская войны
В апреле 1917 года призван в армию и направлен в 98-ю полевую хлебопекарню (Кавказский фронт), дислоцированную в районе Эрзерума. В ноябре заболел, после чего лечился в госпитале и после выздоровления направлен в отпуск по болезни.
В марте 1918 года призван в армию Закавказской Демократической Федеративной Республики, после чего принимал участие в боевых действиях против турецких войск, наступавших на Батум, после взятия которого противником И. А. Силагадзе в конце апреля вернулся на родину, где вступил в партизанский отряд под руководством Алексея Гегечкори (Саши). В июле отряд был распущен, а И. А. Силагадзе призван в армию Грузинской демократической республики, после чего служил в Потийском пограничном отряде.
В конце 1920 года уволен из рядов армии младшим командиром запаса, после чего вернулся в селение Налепсово, где занимался сельским хозяйством. В 1921 году вступил в ряды РКП(б). В период с мая по ноябрь того же года учился в партшколе, после окончания которой работал контролером в особом отделе порта Поти.

### Межвоенное время
30 апреля 1922 года призван в ряды РККА и направлен на учёбу в Грузинскую военную школу комсостава, курсантом которой в период с сентября по октябрь 1922 года принимал участие в подавлении восстания под руководством К. Чолокашвили в Хевсуретии, а в 1923—1924 годах — в борьбе против бандформирований в районе г. Озургети (Кутаисская губерния). 13 сентября 1924 года И. А. Силагадзе окончил школу, после чего назначен на должность командира взвода в составе 1-го Грузинского стрелкового полка (1-я Грузинская стрелковая дивизия, Кавказская Краснознамённая армия), дислоцированного в Тифлисе. С октября 1924 года проходил переподготовку на курсах связи при 1-й Грузинской стрелковой дивизии, после окончания которых в мае 1925 года вернулся в полк, где служил командиром взвода полковой школы, командиром роты, политруком химической роты, командиром и политруком стрелковой и учебной рот. В период с марта по июнь 1930 года принимал участие в подавлении восстания в Дагестане.
В декабре 1935 года назначен на должность помощника командира по хозяйственной части 141-го Грузинского стрелкового полка (47-я горнострелковая дивизия), дислоцированного в Кутаиси, в июле 1937 года — на должность командира 139-го горнострелкового полка (63-я горнострелковая дивизия), дислоцированного в Тбилиси, а в июле 1939 года — на должность председателя Центрального совета Осоавиахима Грузинской ССР.

### Великая Отечественная война
В июле 1941 года полковник И. А. Силагадзе назначен на должность командира 38-й запасной стрелковой бригады, а в марте 1942 года — на должность командира 392-й стрелковой дивизии, которая в начале августа по железной дороге была передислоцирована в район Эльхотово, Дарг-Кох и Алагир, где начала оборудование оборонительного рубежа на правом берегу р. Урух, а с 21 августа вела наступательные боевые действия по направлению на Ново-Ивановское и затем — оборонительные боевые действия в районе Прохладного и Баксанского ущелья.
11 ноября 1942 года полковник И. А. Силагадзе назначен на должность начальника Махачкалинского пехотного училища, а в марте 1943 года — на должность командира 349-й стрелковой дивизии, выполнявшей задачи по охране советско-турецкой государственной границы в районе Ленинакана.

### Послевоенная карьера
После окончания войны генерал-майор И. А. Силагадзе находился на прежней должности. После расформирования дивизии с января 1946 года находился в распоряжении Военного совета Закавказского военного округа и в марте направлен на учёбу на курсы усовершенствования командиров стрелковых дивизий при Военной академии имени М. В. Фрунзе, которые окончил 4 января 1947 года.
В феврале 1947 года назначен на должность заместителя командира 10-й гвардейской стрелковой дивизии (Закавказский военный округ). С мая 1949 года находился в распоряжении председателя ЦК Всесоюзного ДОСАРМ и вскоре назначен председателем оргбюро ДОСАРМ Грузинской ССР.
Генерал-майор Исидор Андреевич Силагадзе 14 мая 1958 года вышел в отставку. Умер 17 мая 1970 года в Тбилиси.

## Награды
- Орден Ленина (06.11.1947);
- Два ордена Красного Знамени (03.11.1944, 20.04.1953);
- Орден Красной Звезды (08.02.1943);
- Орден «Знак Почёта» (24.02.1941[1]);
- Медали.